# Live at the Oakland Coliseum
Live at the Oakland Coliseum uživo je album američkog glazbenika Jimija Hendrixa i njegovog sastava The Jimi Hendrix Experience, postumno objavljen 27. veljače 1998. godine od izdavačke kuće Dagger Records.

## Popis pjesama
Sve pjesme napisao je Jimi Hendrix, osim gdje je to drugačije naznačeno.
| 1. | »Introduction«           |                                      | 0:42  |
| 2. | »Fire«                   |                                      | 4:19  |
| 3. | »Hey Joe«                | Billy Roberts                        | 4:26  |
| 4. | »Spanish Castle Magic«   |                                      | 8:53  |
| 5. | »Hear My Train a Comin'« |                                      | 10:25 |
| 6. | »Sunshine of Your Love«  | Eric Clapton, Jack Bruce, Pete Brown | 6:45  |
| 7. | »Red House«              |                                      | 13:12 |

| 1. | »Foxey Lady«                  |                                        | 10:36 |
| 2. | »Star Spangled Banner«        | Francis Scott Key, John Stafford Smith | 2:58  |
| 3. | »Purple Haze«                 |                                        | 4:08  |
| 4. | »Voodoo Child (Slight Return« |                                        | 18:04 |

## Izvođači
- Jimi Hendrix – električna gitara, vokal
- Mitch Mitchell – bubnjevi
- Noel Redding – bas-gitara, prateći vokal
- Jack Casady – bas-gitara u skladbi "Voodoo Child (Slight Return)"